# Linothele fallax
Espèce
Synonymes
- Diplura fallax Mello-Leitão, 1926

Linothele fallax est une espèce d'araignées mygalomorphes de la famille des Dipluridae.

## Distribution
Cette espèce se rencontre au Brésil et en Bolivie.

## Description
La femelle holotype mesure 35 mm.

## Systématique et taxinomie
Cette espèce a été décrite sous le protonyme Diplura fallax par Mello-Leitão en, 1926. Elle est placée dans le genre Uruchus par Bücherl, Timotheo et Lucas en 1971 puis dans le genre Linothele par Raven en 1985.

## Publication originale
- Mello-Leitão, 1926 : Algumas Theraphosoideas novas do Brasil. Revista do Museu Paulista, vol. 14, p. 307-324.